# Лушников, Алексей Михайлович
Алексей Михайлович Лушников (1831-1901) — купец 1-й гильдии, общественный деятель города Кяхта.

## Биография
Алексей Михайлович родился в семье селенгинского купца 3-й гильдии. Отец в начале 1840-х годов совместно с ссыльными декабристами братьями Бестужевыми создал компанию по разведению мериносовых овец.
Алексей Михайлович учился у Н. А. Бестужева рисованию. Учился в русско-монгольской школе в Кяхте. Работал в Кяхте, в торговой фирме Нерпина и Ременникова.
Алексей Михайлович Лушников в начале 1850-х годов работал приказчиком торгового дома Нерпина и Ременникова, сопровождал караваны с чаем в европейскую часть России. После банкротства торгового дома Нерпина и Ременникова Лушников начал в 1857 году собственные операции, как комиссионер. Принимал активное участие в предпринимательской жизни Кяхты, подписывался под различными коллективными документами. В 1861 году он подписывался под документами как 2-й гильдии селенгинский купец, а в 1866 году, как кяхтинский купец 1-й гильдии. В 1867 и 1880 годах избирался старшиной кяхтинского купечества. Был городским судьёй.
Принимал участие в создании городской типографии, открывшийся в 1861 году. Типография издавала газету «Кяхтинский листок». Лушников писал заметки для газеты, передавал письма М. А. Бестужева.
В 1880-1890-е годы семьи Лушниковых и Синицыных организовывали любительские театральные спектакли.
Способствовал открытию в Троицкосавске женской гимназии, сиротского дома, реальной школы, библиотеки и читальни. Много лет был председателем Попечительского совета женской гимназии Троицкосавска, был попечителем реального училища Троицкосавска. Открыл и содержал две школы в деревнях. Жертвовал книги для Селенгинской общественной библиотеки.
Был членом РГО, отделение которого открылось в Кяхте в 1894 году. Поддерживал издательство отдела Географического общества, давал средства на пополнение коллекций кяхтинского музея. Лушников создал первую в Забайкалье картинную галерею.
Книги из личной библиотеки Лушникова хранятся в Забайкальской краевой научной библиотеке им. А. С. Пушкина (Чита).
Алексей Михайлович умер 14 июня 1901 года в дачном посёлке Усть-Киран, в нескольких верстах от Кяхты.

## Семья
В середине 1860-х годов Алексей Михайлович женился на Клавдии Христофоровне Кандинской (1847—1913) — внучке нерчинского купца Хрисанфа Кандинского. Имели одиннадцать детей и двадцать девять внуков.
Старшая дочь Вера Алексеевна вышла замуж за народовольца И. И. Попова.

## Рисунки Н. А. Бестужева
Н. А. Бестужев, уезжая на поселение в Селенгинск, оставил карандашные прорисовки своих акварельных портретов декабристов и их жён И. И. Горбачевскому, который оставался в Петровском Заводе. После смерти И. И. Горбачевского в 1869 году коллекция рисунков попала к А. М. Лушникову. В середине 1870-х годов коллекцию рисунков возили в Москву для копирования пяти портретов. Купец Зензинов без разрешения Лушникова поручил художнику Питчу снять копии с рисунков.
В 1884 году А. М. Лушников по просьбе редактора «Русской старины» М. И. Семевского отправил рисунки с кяхтинским пограничным комиссаром Пфаффиусом в Санкт-Петербург. Пфаффиус по дороге умер, коллекция рисунков исчезла.

## Дом Лушникова в Кяхте

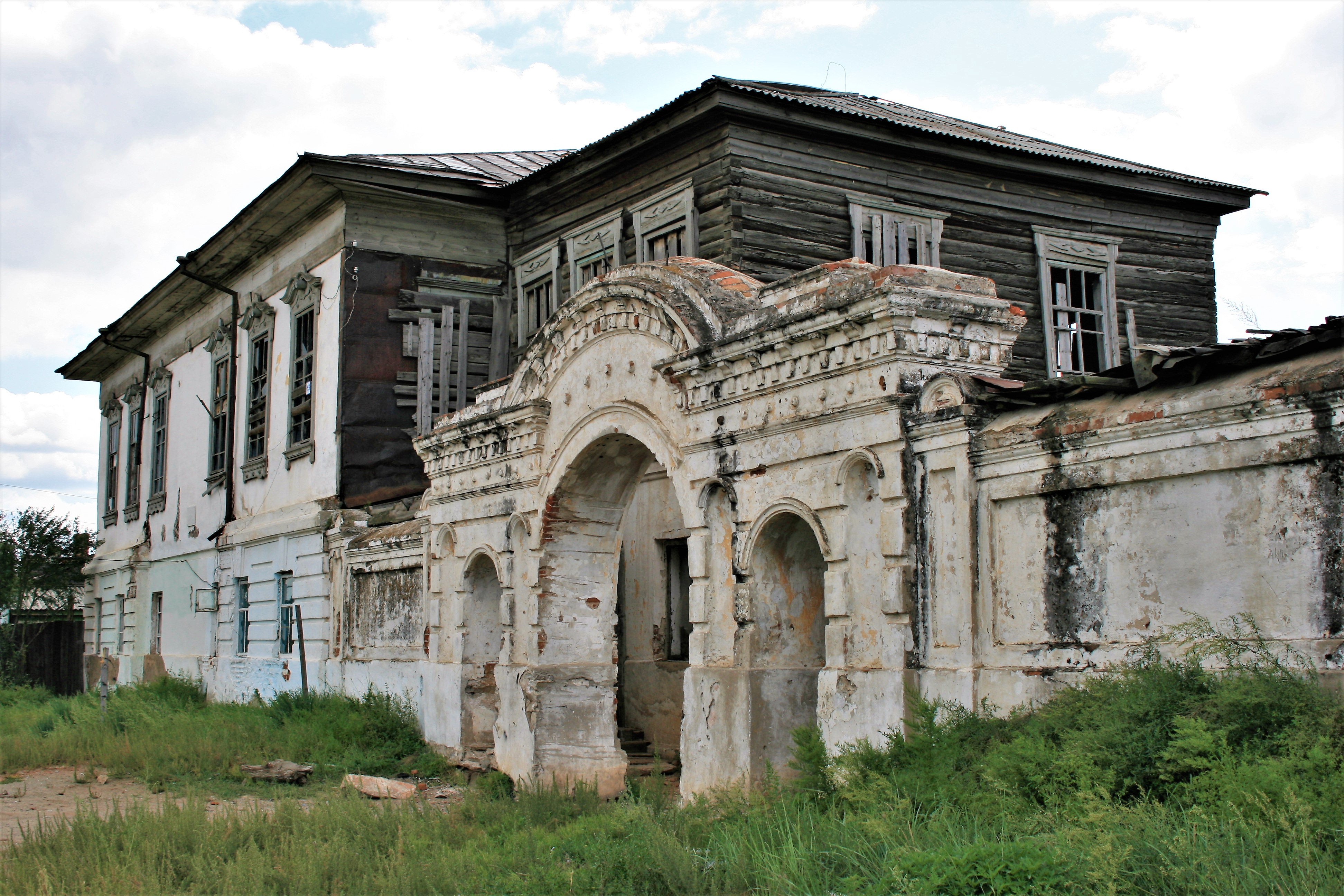
Дом А. М. Лушникова в Кяхте, ул. Транспортная 15.

Дом Лушникова в Кяхте является памятником архитектуры. Внесён в список объектов культурного наследия Российской федерации.
В доме А. М. Лушникова в Кяхте останавливались декабристы Бестужевы, К. П. Торсон, И. И. Горбачевский, И. И. Пущин, С. П. Трубецкой и С. Г. Волконский с семьями, М. К. Юшневская. Позже известные путешественники и исследователи Центральной Азии: Н. М. Пржевальский, Г. Н. и А. В. Потанины, Д. А. Клеменц, П. К. Козлов, В. А. Обручев, американский путешественник Дж. Кеннан и другие. В этом доме в 1865 году родился Д. Н. Прянишников, Герой Социалистического Труда, академик, основоположник отечественной агрохимии.